# Nely Reguera i Massagué
Nely Reguera i Massagué   (Barcelona, 25 de desembre de 1978) és una directora de cinema, guionista i actriu catalana.

## Carrera
Nely va debutar al cinema com a assistent de direcció en pel·lícules de baix pressupost. Va participar, entre d'altres, en els curtmetratges Upside Down (dirigida per Guillem Morales), Business (dirigida per Álvaro de la Herrán) i Rawal Recycle (dirigida per Marc Giralt). Va tenir l'oportunitat de ser l'assistent de direcció en la segona unitat en l'enregistrament de la pel·lícula El perfum: història d'un assassí sota la direcció de Tom Tykwer. Després d'escriure i dirigir el seu propi curt, titulat Ausencias (2002), el 2007 va participar com a assistent en El Greco, llargmetratge dirigit per Yannis Smaragdis i basat en la vida del reconegut pintor. Dos anys després va escriure i va dirigir un altre curtmetratge, titulat Pablo, amb la col·laboració dels actors José Ángel Egido, Pablo Derqui i Carla Pérez. També el 2009 va servir com a assistent de direcció en la sèrie de televisió de caràcter costumista Pelotas, produïda per la companyia El Terrat i emesa entre 2009 i 2010.
María (y los demás) de 2016 va ser el primer llargmetratge escrit i dirigit per Reguera. La cinta va tenir com a protagonista Bárbara Lennie, que va obtenir un premi Feroz a la millor actriu protagonista de 2016 per la seva actuació. La pel·lícula va ser presentada a la secció «Nous Directors» de l'edició número 64 del Festival Internacional de Cinema de Sant Sebastià. María (y los demás) va aplegar excel·lents crítiques per part de la premsa especialitzada, i li va valer a la seva directora ser nominada en la categoria Millor director novell dels prestigiosos premis Goya. El 2018 va dirigir tres episodis de Benvinguts a la família, sèrie de televisió creada per Pau Freixas i Ivan Mercadé. El 2019 va començar la producció del seu segon llargmetratge com a directora, El nieto.

## Filmografia
Com a directora
- 2018 - Benvinguts a la família
- 2016 - María (y los demás)
- 2009 - Pablo
- 2002 - Ausencias

Com a guionista
- 2016 - María (y los demás)
- 2009 - Pablo
- 2002 - El encantador de serpientes
- 2002 - Ausencias

## Premis i nominacions
Premis Goya
| Any  | Categoria                | Nominades    | Resultat |
| ---- | ------------------------ | ------------ | -------- |
| 2016 | Millor directora novella | Nely Reguera | Nominada |